# Grand Prix w Piłce Siatkowej Kobiet 1994
Grand Prix w piłce siatkowej kobiet 1994 - siatkarski turniej rozegrany w dniach 19 sierpnia-11 września 1994 r. 
W Grand Prix brało udział 12 reprezentacji narodowych. Finał turniej odbył się w Szanghaju w Chinach.

## Uczestnicy
| Ameryka Północna/Południowa          | Azja                                           | Europa                       |
| ------------------------------------ | ---------------------------------------------- | ---------------------------- |
| Brazylia Kuba Stany Zjednoczone Peru | Korea Południowa Chiny Japonia Chińskie Tajpej | Rosja Włochy Niemcy Holandia |

## Faza eliminacyjna

### Pierwszy weekend

#### Grupa A
Seul
| Data  | Drużyna 1         | Wynik | Drużyna 2        | 1     | 2     | 3     | 4     | 5     | * |
| ----- | ----------------- | ----- | ---------------- | ----- | ----- | ----- | ----- | ----- | - |
| 19.08 | Korea Południowa  | 3:0   | Niemcy           | 15:5  | 15:2  | 15:9  |       |       |   |
| 19.08 | Stany Zjednoczone | 3:2   | Włochy           | 8:15  | 15:7  | 14:16 | 15:7  | 18:16 |   |
| 20.08 | Korea Południowa  | 3:1   | Włochy           | 14:16 | 17:15 | 15:9  | 15:6  |       |   |
| 20.08 | Stany Zjednoczone | 3:0   | Niemcy           | 15:5  | 15:9  | 15:4  |       |       |   |
| 21.08 | Stany Zjednoczone | 3:2   | Korea Południowa | 9:15  | 11:15 | 15:7  | 15:13 | 15:9  |   |
| 21.08 | Włochy            | 3:1   | Niemcy           | 12:15 | 15:6  | 15:10 | 15:9  |       |   |

#### Grupa B
Chińskie Tajpej
| Data  | Drużyna 1 | Wynik | Drużyna 2       | 1     | 2     | 3     | 4     | 5     | * |
| ----- | --------- | ----- | --------------- | ----- | ----- | ----- | ----- | ----- | - |
| 19.08 | Japonia   | 3:2   | Rosja           | 15:4  | 15:13 | 10:15 | 10:15 | 15:13 |   |
| 19.08 | Kuba      | 3:0   | Chińskie Tajpej | 15:7  | 15:5  | 15:3  |       |       |   |
| 20.08 | Kuba      | 3:0   | Japonia         | 15:13 | 15:4  | 15:11 |       |       |   |
| 20.08 | Rosja     | 3:1   | Chińskie Tajpej | 15:10 | 16:17 | 15:10 | 15:6  |       |   |
| 21.08 | Kuba      | 3:2   | Rosja           | 15:6  | 5:15  | 15:1  | 10:15 | 15:12 |   |
| 21.08 | Japonia   | 3:0   | Chińskie Tajpej | 15:7  | 15:6  | 15:4  |       |       |   |

#### Grupa C
Dżakarta
| Data  | Drużyna 1 | Wynik | Drużyna 2 | 1     | 2     | 3     | 4     | 5 | * |
| ----- | --------- | ----- | --------- | ----- | ----- | ----- | ----- | - | - |
| 19.08 | Brazylia  | 3:0   | Holandia  | 15:4  | 15:5  | 15:4  |       |   |   |
| 19.08 | Chiny     | 3:0   | Peru      | 15:4  | 15:4  | 15:11 |       |   |   |
| 20.08 | Brazylia  | 3:0   | Peru      | 15:8  | 15:7  | 15:7  |       |   |   |
| 20.08 | Chiny     | 3:0   | Holandia  | 15:11 | 15:4  | 15:12 |       |   |   |
| 21.08 | Holandia  | 3:0   | Peru      | 15:6  | 15:2  | 15:5  |       |   |   |
| 21.08 | Brazylia  | 3:1   | Chiny     | 15:11 | 13:15 | 15:8  | 15:11 |   |   |

### Drugi weekend

#### Grupa D
Bangkok
| Data  | Drużyna 1        | Wynik | Drużyna 2        | 1     | 2     | 3    | 4     | 5 | * |
| ----- | ---------------- | ----- | ---------------- | ----- | ----- | ---- | ----- | - | - |
| 26.08 | Korea Południowa | 3:0   | Peru             | 15:6  | 15:7  | 15:3 |       |   |   |
| 26.08 | Kuba             | 3:0   | Włochy           | 15:3  | 15:4  | 15:6 |       |   |   |
| 27.08 | Kuba             | 3:1   | Korea Południowa | 9:15  | 15:9  | 15:8 | 15:12 |   |   |
| 27.08 | Włochy           | 3:0   | Peru             | 15:12 | 15:10 | 15:7 |       |   |   |
| 28.08 | Kuba             | 3:0   | Peru             | 16:14 | 15:11 | 15:3 |       |   |   |
| 28.08 | Korea Południowa | 3:0   | Włochy           | 15:9  | 15:8  | 15:4 |       |   |   |

#### Grupa E
Tokio
| Data  | Drużyna 1         | Wynik | Drużyna 2         | 1     | 2    | 3     | 4     | 5    | * |
| ----- | ----------------- | ----- | ----------------- | ----- | ---- | ----- | ----- | ---- | - |
| 26.08 | Stany Zjednoczone | 3:0   | Niemcy            | 15:2  | 15:7 | 15:10 |       |      |   |
| 26.08 | Japonia           | 3:0   | Holandia          | 15:10 | 15:3 | 15:7  |       |      |   |
| 27.08 | Japonia           | 3:0   | Niemcy            | 15:11 | 15:7 | 15:10 |       |      |   |
| 27.08 | Stany Zjednoczone | 3:0   | Holandia          | 15:7  | 15:5 | 15:6  |       |      |   |
| 28.08 | Japonia           | 3:2   | Stany Zjednoczone | 15:11 | 6:15 | 12:15 | 15:5  | 15:8 |   |
| 28.08 | Holandia          | 3:1   | Niemcy            | 12:15 | 15:7 | 17:15 | 15:12 |      |   |

#### Grupa F
Makau
| Data  | Drużyna 1 | Wynik | Drużyna 2       | 1     | 2     | 3     | 4     | 5 | * |
| ----- | --------- | ----- | --------------- | ----- | ----- | ----- | ----- | - | - |
| 26.08 | Brazylia  | 3:0   | Chińskie Tajpej | 15:3  | 15:6  | 15:11 |       |   |   |
| 26.08 | Chiny     | 3:1   | Rosja           | 15:4  | 13:15 | 15:7  | 15:12 |   |   |
| 27.08 | Brazylia  | 3:0   | Rosja           | 15:7  | 15:12 | 15:3  |       |   |   |
| 27.08 | Chiny     | 3:0   | Chińskie Tajpej | 15:5  | 15:6  | 15:7  |       |   |   |
| 28.08 | Rosja     | 3:0   | Chińskie Tajpej | 15:6  | 15:11 | 15:8  |       |   |   |
| 28.08 | Brazylia  | 3:1   | Chiny           | 15:10 | 15:12 | 12:15 | 15:10 |   |   |

### Trzeci weekend

#### Grupa G
Fukuoka
| Data  | Drużyna 1 | Wynik | Drużyna 2 | 1     | 2     | 3     | 4     | 5     | * |
| ----- | --------- | ----- | --------- | ----- | ----- | ----- | ----- | ----- | - |
| 02.09 | Rosja     | 3:2   | Brazylia  | 17:15 | 5:15  | 15:17 | 15:12 | 15:7  |   |
| 02.09 | Japonia   | 3:1   | Włochy    | 15:8  | 5:15  | 15:10 | 15:9  |       |   |
| 03.09 | Japonia   | 3:2   | Rosja     | 15:11 | 8:15  | 15:10 | 15:17 | 15:13 |   |
| 03.09 | Brazylia  | 3:0   | Włochy    | 15:7  | 15:1  | 15:12 |       |       |   |
| 04.09 | Japonia   | 3:2   | Brazylia  | 13:15 | 11:15 | 15:5  | 15:6  | 15:12 |   |
| 04.09 | Rosja     | 3:2   | Włochy    | 12:15 | 15:7  | 15:10 | 11:15 | 15:10 |   |

#### Grupa H
Kanton
| Data  | Drużyna 1 | Wynik | Drużyna 2       | 1     | 2     | 3     | 4     | 5 | * |
| ----- | --------- | ----- | --------------- | ----- | ----- | ----- | ----- | - | - |
| 02.09 | Kuba      | 3:0   | Niemcy          | 15:9  | 15:9  | 15:6  |       |   |   |
| 02.09 | Chiny     | 3:0   | Chińskie Tajpej | 15:4  | 15:2  | 15:9  |       |   |   |
| 03.09 | Kuba      | 3:0   | Chińskie Tajpej | 15:7  | 15:5  | 15:8  |       |   |   |
| 03.09 | Chiny     | 3:0   | Niemcy          | 15:9  | 15:10 | 15:9  |       |   |   |
| 04.09 | Niemcy    | 3:1   | Chińskie Tajpej | 15:8  | 15:17 | 15:12 | 15:10 |   |   |
| 04.09 | Kuba      | 3:1   | Chiny           | 15:17 | 15:13 | 15:7  | 15:4  |   |   |

#### Grupa I
Manila
| Data  | Drużyna 1         | Wynik | Drużyna 2         | 1     | 2     | 3     | 4     | 5 | * |
| ----- | ----------------- | ----- | ----------------- | ----- | ----- | ----- | ----- | - | - |
| 02.09 | Stany Zjednoczone | 3:1   | Holandia          | 15:13 | 12:15 | 15:6  | 15:12 |   |   |
| 02.09 | Korea Południowa  | 3:1   | Peru              | 15:13 | 15:12 | 11:15 | 15:5  |   |   |
| 03.09 | Peru              | 3:1   | Holandia          | 2:15  | 15:4  | 15:9  | 15:11 |   |   |
| 03.09 | Korea Południowa  | 3:1   | Stany Zjednoczone | 14:16 | 15:12 | 15:8  | 15:1  |   |   |
| 04.09 | Korea Południowa  | 3:0   | Holandia          | 15:5  | 17:15 | 15:9  |       |   |   |
| 04.09 | Stany Zjednoczone | 3:1   | Peru              | 15:10 | 10:15 | 15:13 | 15:10 |   |   |

### Tabela fazy eliminacyjnej
| Lp. | Drużyna           | Pkt | Mecze | Mecze | Mecze | Sety | Sety | Sety  | Małe punkty | Małe punkty | Małe punkty |
| Lp. | Drużyna           | Pkt | M     | W     | P     | wyg. | prz. | ratio | zdob.       | str.        | ratio       |
| --- | ----------------- | --- | ----- | ----- | ----- | ---- | ---- | ----- | ----------- | ----------- | ----------- |
| 1   | Kuba              | 18  | 9     | 9     | 0     | 27   | 4    | 6.750 | 445         | 232         | 1.918       |
| 2   | Japonia           | 17  | 9     | 8     | 1     | 24   | 12   | 2.000 | 478         | 385         | 1.242       |
| 3   | Brazylia          | 16  | 9     | 7     | 2     | 25   | 8    | 3.125 | 459         | 325         | 1.412       |
| 4   | Korea Południowa  | 16  | 9     | 7     | 2     | 24   | 9    | 2.667 | 461         | 329         | 1.401       |
| 5   | Stany Zjednoczone | 16  | 9     | 7     | 2     | 24   | 12   | 2.000 | 465         | 372         | 1.250       |
| 6   | Chiny             | 15  | 9     | 6     | 3     | 21   | 10   | 2.100 | 416         | 320         | 1.300       |
| 7   | Rosja             | 13  | 9     | 4     | 5     | 19   | 20   | 0.950 | 476         | 487         | 0.977       |
| 8   | Włochy            | 11  | 9     | 2     | 7     | 12   | 22   | 0.545 | 362         | 453         | 0.799       |
| 9   | Holandia          | 11  | 9     | 2     | 7     | 8    | 22   | 0.364 | 296         | 393         | 0.753       |
| 10  | Niemcy            | 10  | 9     | 1     | 8     | 5    | 25   | 0.200 | 282         | 433         | 0.651       |
| 11  | Peru              | 10  | 9     | 1     | 8     | 5    | 25   | 0.200 | 267         | 421         | 0.634       |
| 12  | Chińskie Tajpej   | 9   | 9     | 0     | 9     | 2    | 27   | 0.074 | 220         | 391         | 0.563       |

Źródło: 
Punktacja: zwycięstwo – 2 pkt; porażka – 1 pkt
     awans do półfinału

## Faza finałowa

### Wyniki
| Data  | Drużyna 1 | Wynik | Drużyna 2 | 1     | 2     | 3     | 4     | 5     | * |
| ----- | --------- | ----- | --------- | ----- | ----- | ----- | ----- | ----- | - |
| 09.09 | Brazylia  | 3:2   | Kuba      | 15:12 | 14:16 | 15:12 | 10:15 | 15:13 |   |
| 09.09 | Chiny     | 3:0   | Japonia   | 16:14 | 16:14 | 17:15 |       |       |   |
| 10.09 | Brazylia  | 3:1   | Chiny     | 15:2  | 10:15 | 15:6  | 15:13 |       |   |
| 10.09 | Kuba      | 3:0   | Japonia   | 15:10 | 15:2  | 15:5  |       |       |   |
| 11.09 | Brazylia  | 3:1   | Japonia   | 15:9  | 11:15 | 15:8  | 15:7  |       |   |
| 11.09 | Kuba      | 3:0   | Chiny     | 15:10 | 15:8  | 15:9  |       |       |   |

### Tabela turnieju finałowego
| Lp. | Drużyna  | Pkt | Mecze | Mecze | Mecze | Sety | Sety | Sety  | Małe punkty | Małe punkty | Małe punkty |
| Lp. | Drużyna  | Pkt | M     | W     | P     | wyg. | prz. | ratio | zdob.       | str.        | ratio       |
| --- | -------- | --- | ----- | ----- | ----- | ---- | ---- | ----- | ----------- | ----------- | ----------- |
| 1   | Brazylia | 6   | 3     | 3     | 0     | 9    | 4    | 2.250 | 180         | 143         | 1.259       |
| 2   | Kuba     | 5   | 3     | 2     | 1     | 8    | 3    | 2.667 | 158         | 113         | 1.398       |
| 3   | Chiny    | 4   | 3     | 1     | 2     | 4    | 6    | 0.667 | 112         | 143         | 0.783       |
| 4   | Japonia  | 3   | 3     | 0     | 3     | 1    | 9    | 0.111 | 99          | 150         | 0.660       |

Źródło: the-sports.org
Punktacja: zwycięstwo – 2 pkt; porażka – 1 pkt

## Klasyfikacja końcowa
| Miejsce | Reprezentacja     |
| ------- | ----------------- |
| złoto   | Brazylia          |
| srebro  | Kuba              |
| brąz    | Chiny             |
| 4.      | Japonia           |
| 5.      | Korea Południowa  |
| 6.      | Stany Zjednoczone |
| 7.      | Rosja             |
| 8.      | Włochy            |
| 9.      | Holandia          |
| 10.     | Niemcy            |
| 11.     | Peru              |
| 12.     | Chińskie Tajpej   |